# Rakowice (Krakau)

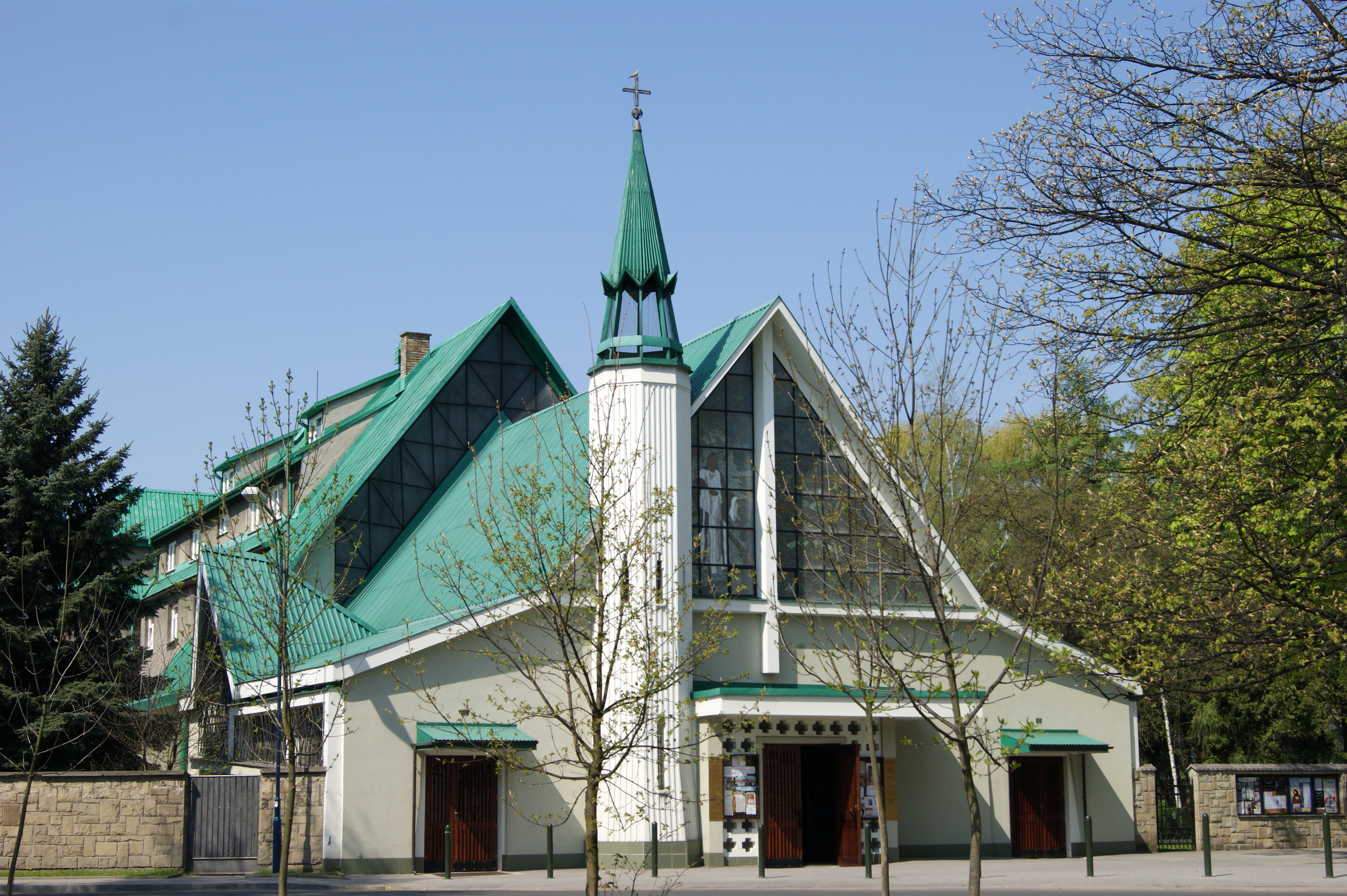
Ortskirche

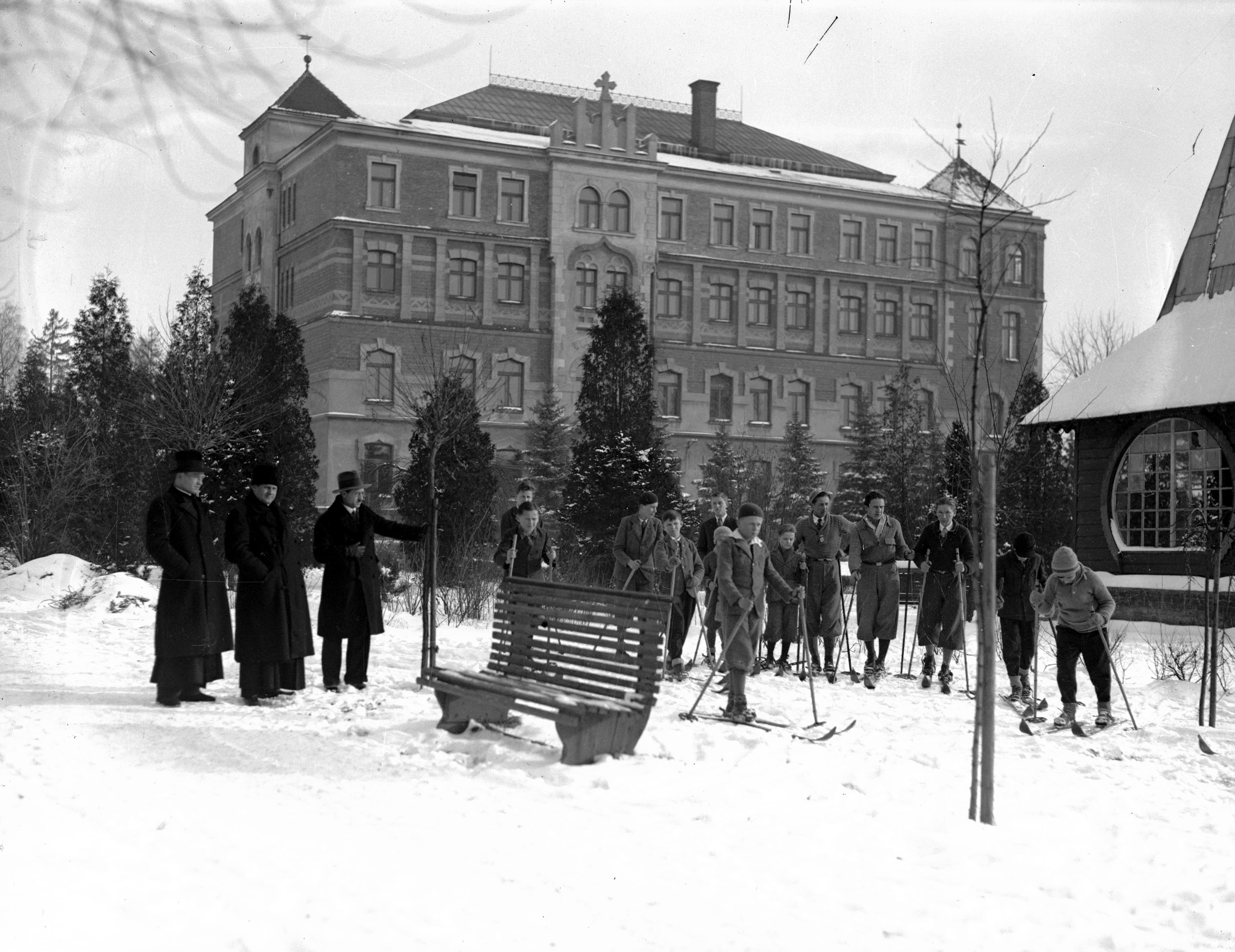
Schule der Piaristen im Jahr 1933

Rakowice ist ein Stadtteil der Großstadt Krakau sowie ein ehemaliges Dorf, der seit 1990 zwischen den Stadtbezirken III Prądnik Czerwony und XIV Czyżyny geteilt ist. Er wurde oft mit dem Gebiet um den Friedhof Rakowicki und die Rakowicka-Straße im Stadtteil Warszawskie verwechselt.

## Geschichte
Das königliche Dorf wurde im Jahr 1244 als Rachouiz erstmals urkundlich erwähnt. Der patronymische Name ist vom Personennamen Rak (beispielsweise Rac in 1207) mit typischem westslawischen Suffix -(ow)ice abgeleitet.
Im 15. Jahrhundert wurde ein königlicher Gutshof mit einem Vorwerk und eine Mühle erbaut.
Bei der dritten Teilung Polens wurde es 1795 Teil des habsburgischen Kaiserreichs. In den Jahren 1815–1846 gehörte das Dorf zur Republik Krakau, 1846 wurde es als Teil des kurzlebigen Großherzogtums Krakau in die Länder des Kaisertums Österreich annektiert. Ab dem Jahr 1855 gehörte es zum Bezirk Krakau. In der Gemeinde stationierten auch österreichischen Soldaten der Festung Krakau.
Im Jahr 1900 hatte die Gemeinde Rakowice 245 Hektar Fläche, 50 Häuser mit 1014 Einwohnern, davon waren 525 (51,8 %) polnischsprachig, 467 (46,1 %) deutschsprachig, 13 (1,3 %) anderer Sprache, außer 990 (97,6 %) Römisch-Katholiken gab es 23 (2,3 %) Juden.
Im frühen 20. Jahrhundert wurde an der Stelle des Vorwerks ein Kloster der Piaristen gegründet, die eine Kirche und eine Schule (heute ein Lyzeum) errichteten. 1912 wurde der Flugpark 7 mit einer Fläche von 55 Hektar zwischen Czyżyny und Rakowice erbaut. Rakowice wurde im Jahr 1941 von deutschen Besatzern nach Krakau eingemeindet, was erst am 25. Oktober 1948 mit rückwirkender Gültigkeit vom 18. Januar 1945 von polnischen Verwaltung bestätigt wurde.
Nach dem Zweiten Weltkrieg wurden einige Plattenbau-Siedlungen errichtet.